# Sams
Sams är en fransk-svensk dramafilm från 1974 med regi och manus av Calvin Floyd. I rollerna ses bland andra Christina Carlwind, Stig Törnblom och Jean-Jacques Lapeyronnie.

## Om filmen
Inspelningen ägde rum i Stegesund, Stockholm och Paris med Alvar Domeij som producent och Tony Forsberg som fotograf. Filmen klipptes senare ihop av Susanne Linnman och premiärvisades den 19 juni 1974 på biografen Grand i Nynäshamn. Filmen hade Frankrikepremiär den 5 mars 1975 och Stockholmspremiär den 12 maj samma år.
Den film som visades i Sveriges var 101 minuter lång, medan den franska var en delvis omgjord version som var nedkortad till 71 minuter. I den franska versionen hade även vissa porrscener lagts till, vilket upprörde flera av de svenska skådespelare som medverkat och som en följd stämdes producenten Domeij för kontraktsbrott och i juni 1977 fick han betala skadestånd. Den franske skådespelaren Lapeyronnie stämde den franska producenten och nådde där en förlikning.
Enligt vissa tidningsuppgifter ska de ditlagda porrscenerna ha regisserats av Torgny Wickman, något han varken velat bekräfta eller förneka.

## Handling
Nio personer bildar ett kollektiv i skärgården i vilket tillvaron präglas av konflikter.

## Rollista
- Christina Carlwind – Bibi, lärare
- Stig Törnblom – Sven, musiklärare
- Jean-Jacques Lapeyronnie – Paul, fransman, studerande
- Kent-Arne Dahlgren – Lasse, mekaniker
- Louise Tillberg – Vera, hans fru
- Gunilla Thunberg – Eva, fil stud
- Erik Hammar – Erik, lärare
- Lars Lennartsson – Gösta Fredholm, direktör, villaägare
- Sara Gillborg	– Sara
- Mats Bergström – Pelle
- Gunilla Bergström	– Lena, varuhusbiträde
- Håkan Ernesto Söderberg	– Evas bror
- Lars Amble – Svens lärarkollega
- Alvar Domeij – Evas pappa
- Rune Hallberg – Jean Jacques Lapeyronnies röst dubbad
- Anne-Mari Berglund – medverkande i "extrascener"

### Fotnoter
1. 1 2 3 4 5  ”Sams”. Svensk Filmdatabas. http://sfi.se/sv/svensk-filmdatabas/Item/?itemid=4953&type=MOVIE&iv=Basic&ref=/templates/SwedishFilmSearchResult.aspx?id%3d1225%26epslanguage%3dsv%26searchword%3dsams%26type%3dMovieTitle%26match%3dBegin%26page%3d1%26prom%3dFalse. Läst 30 april 2013.